# Флоріан Вустінгер
Флоріан Вустінгер (нім. Florian Wustinger, нар. 21 липня 2003, Відень, Австрія) — австрійський футболіст, півзахисник віденьскої «Аустрії».

## Ігрова кар'єра

### Клубна
Флоріан Вустінгер є вихованцем клубної академії віденської «Аустрії», до якої він приєднався у віці семи років.
У 2020 році півзахисник був переведений до другої команди «Аустрії», що виступає в Другій Бундеслізі. 12 лютого 2022 року у матчі проти «Альтаха» Вустінгер дебютував у першій команді «Аустрії» в чемпіонаті Австрії. У березні того року він підписав з клубом свій перший професійний контракт.

### Збірна
У 2022 році у складі юнацької збірної Австрії (U-19) Вустінгер брав участь у юнацькій першості Європи у Словаччині. Де провів чотири матчі.